# Coupe d'Arménie de football 2014-2015
Navigation
Coupe d'Arménie 2013-2014 Coupe d'Arménie 2015-2016
La Coupe d'Arménie 2014-2015 est la 24e édition de la Coupe d'Arménie depuis l'indépendance du pays. Elle prend place entre le 17 septembre 2014 et le 6 mai 2015.
Un total de huit équipes participe à la compétition, correspondant à l'ensemble des clubs de la première division 2014-2015.
La compétition est remportée par le Pyunik Erevan, double tenant du titre, qui s'impose contre le Mika Erevan à l'issue de la finale pour gagner sa troisième coupe nationale d'affilée, la huitième en tout. Cette victoire permet au Pyunik de réaliser le doublé Coupe-championnat et de se qualifier pour l'édition 2015 de la Supercoupe d'Arménie. En raison de sa victoire en championnat le qualifiant pour la Ligue des champions 2015-2016, la place en Ligue Europa 2015-2016 du vainqueur de la coupe est réattribuée par le biais du championnat.

## Quarts de finale
Les matchs aller sont disputés le 17 septembre et 1er octobre 2014, et les matchs retour le 22 octobre et le 5 novembre suivants.
| Équipe 1           | Score | Équipe 2             | Aller | Retour |
| ------------------ | ----- | -------------------- | ----- | ------ |
| Pyunik Erevan (D1) | 4 - 0 | (D1) Shirak FC       | 3 - 0 | 1 - 0  |
| Ararat Erevan (D1) | 3 - 6 | (D1) Alashkert FC    | 0 - 2 | 3 - 4  |
| Ulisses FC (D1)    | 3 - 4 | (D1) Banants Erevan  | 1 - 4 | 2 - 0  |
| Mika Erevan (D1)   | 5 - 0 | (D1) Gandzasar Kapan | 2 - 0 | 3 - 0  |

## Demi-finales
Les matchs aller sont disputées les 18 et 19 mars 2015, et les matchs retour un mois plus tard les 15 et 16 avril suivants.
| Équipe 1           | Score | Équipe 2            | Aller | Retour |
| ------------------ | ----- | ------------------- | ----- | ------ |
| Pyunik Erevan (D1) | 3 - 2 | (D1) Alashkert FC   | 3 - 1 | 0 - 1  |
| Mika Erevan (D1)   | 4 - 3 | (D1) Banants Erevan | 1 - 2 | 3 - 1  |

## Finale
La finale de cette édition oppose le Pyunik Erevan au Mika Erevan. Les deux équipes affichent une certaine expérience à ce niveau de la compétition, le Pyunik disputant sa onzième finale depuis 1992 et se présentant en tant que double tenant du titre, totalisant sept succès en tout ; le Mika atteint pour sa part ce stade pour la septième fois depuis 2000, ayant remporté l'ensemble de ses finales précédentes, la plus récente datant de 2011.
Disputée le 6 mai 2015 au stade Républicain Vazgen-Sargsian d'Erevan, la rencontre s'anime rapidement avec un but de Razmik Hakobyan (it) en faveur du Pyunik dès la 4e minute de jeu suivi par une égalisation d'Alex sept minutes plus tard sur penalty. Le Pyunik finit par reprendre l'avantage peu après la demi-heure de jeu sur un nouveau but d'Hakobyan avant que César Romero ne porte le score à 3 buts à 1 à la 36e minute. Le score ne change plus par la suite et permet au Pyunik de remporter sa huitième coupe nationale, la troisième d'affilée.
| Entraîneur :     |
| Sargis Hovsepian |

| Entraîneur :        |
| Aram Voskanyan (en) |

| Entraîneur :     |
| Sargis Hovsepian |

| Entraîneur :        |
| Aram Voskanyan (en) |